# Густаф Шеквіст
Густаф Шеквіст (швед. Gustaf Sjökvist, нар. 7 грудня 1943, Варберг, Швеція—15 лютого 2015) — шведський хоровий диригент та органіст. Лауреат премії «Хормейстер року» (1996), головний диригент хору Шведського радіо (1986–1994). Королівський органіст Швеції (з 2000 року).

## Життєпис
У 1970 році Густаф Шеквіст закінчив Королівську академію музики, де його наставниками були Герберт Бломстедт (симфонічне диригування) та Ерік Еріксон (хорове диригування). З 1967 року він працював в кафедральному соборі Стокгольма, а у 1981 році став головним органістом собору і обіймав цю посаду протягом трьох десятиліть (до 2011 року). Протягом 1986–1994 років Шеквіст очолював хор Шведського радіо, а у 1994 році заснував власний камерний хор (швед. Gustav Sjökvist Kammarkor). З того ж часу як запрошений диригент гастролює з хором Баварського радіо. Шеквіст почав викладати у Стокгольмській музичній академії у 1988 році, а вже у 1991 отримав звання професора.
У 2000 році Густаф Шеквіст обійняв посаду Королівського органіста, а у 2010 призначений завідувачем музичної частини на весіллі принцеси Вікторії та Даніеля Вестлінга. Цікаво, що цю ж місію він виконував і у 1976 році під час весілля батьків Вікторії — Карла XVI Густафа та Сільвії Зоммерлат.

## Нагороди та звання
- 1982 — медаль Норрбю
- 1988 — член Королівської музичної академії
- 1991 — звання профессора
- 1996 — Хормейстер року (Швеція)
- 1998 — медаль «Litteris et Artibus»
- 2000 — посада Королівського органіста